# 스위스 복음인민당

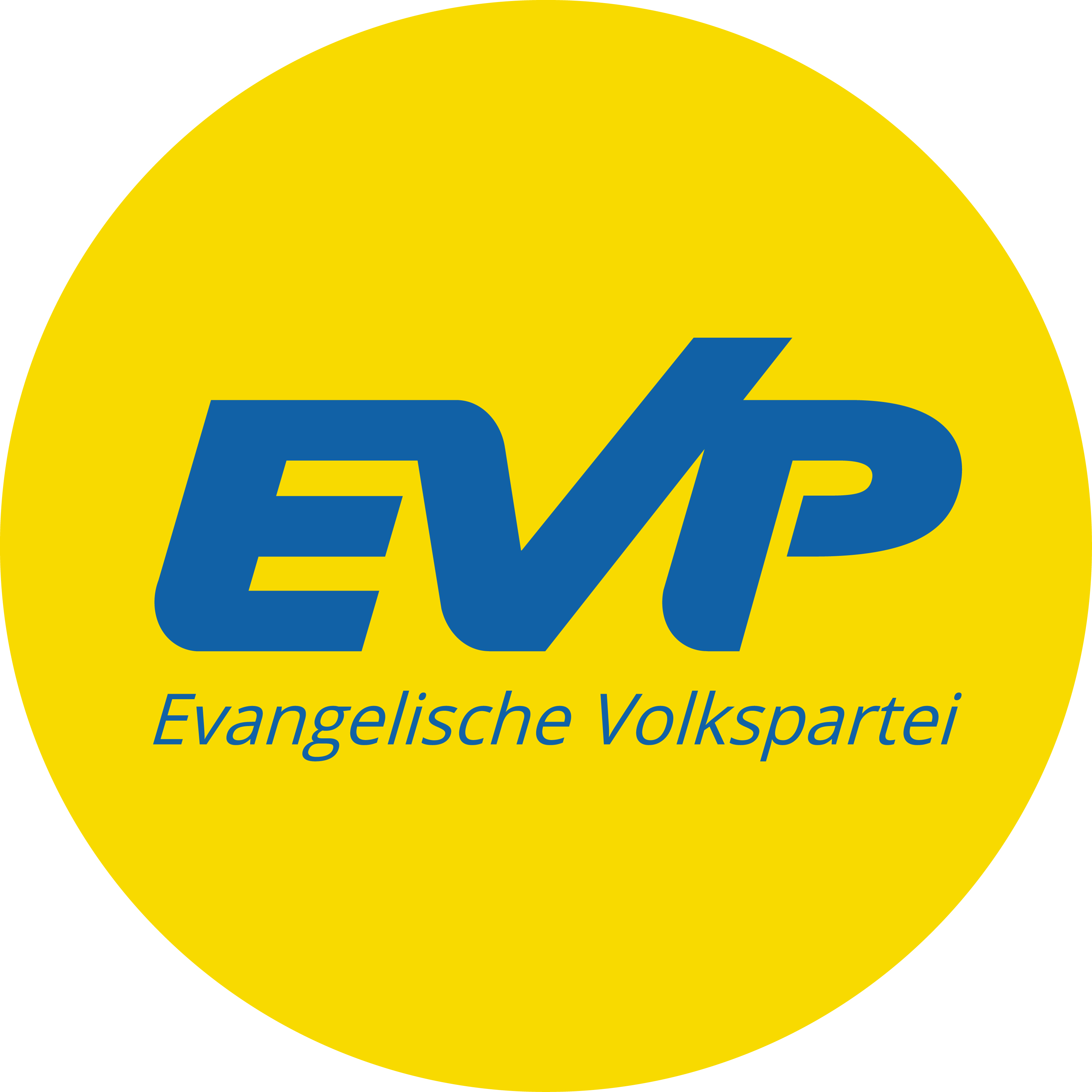

스위스 복음인민당(스위스 福音人民黨, 독일어: Evangelische Volkspartei der Schweiz, EVP, 에방엘리셰 볼크스 파르타이 데어 슈바이츠[*], 프랑스어: Parti Evangelique Suisse, PEV, 이탈리아어: Partito Evangelico Svizzero, PEV, 로만슈어: Partida evangelica da la Svizra, PEV)은 스위스의 사회보수주의 정당이다. 스위스의 하원인 국민의회에서는 2석을 보유하고 있다.
1919년에 창당된 정당으로 당의 노선은 사회보수주의, 기독교민주주의의 스펙트럼을 가지고 있으며 중앙당사는 베른에 위치한다.